# Jessica Martin
Jessica Erin Martin (Seattle, Estados Unidos; 25 de agosto de 1962) es una actriz de voz estadounidense. Fue elegida para hace la voz de Samus Aran en el videojuego Metroid: Other M.

## Actuación
Jessica Martin es una actriz que vive y trabaja en Seattle, Washington.Trabaja principalmente en teatro. Se encargó de interpretar la voz de Samus Aran en Metroid: Other M. En una entrevista con Dan Hsu de Bitmob, Nintendo of America localización productor Bihldorff Nate se refirió al proceso de fundición. Después de realizar una audición para el personal de localización de Nintendo of America, la grabación fue enviada a Yoshio Sakamoto en Japón. Sakamoto, que no habla Inglés, hizo la selección final sobre la base de lo que él sentía juego con el timbre de la voz de Samus en su mente.
En una entrevista sobre su trabajo en Other M, Martín señaló que la narración de Samus, a menudo criticado por ser plana, estaba destinado deliberadamente a sonido individual, en la modalidad de un recordar eventos pasados. También mencionó que tiene una buena relación con Sakamoto, a quien conoció durante sus sesiones de grabación de voz, y se realizaron comparaciones entre la experiencia positiva de la actuación de voz con su trabajo como actriz de teatro.

## Filmografía

### Television
- Grimm - Vera Saldona
- Wrecked - Maggie (Web serie)

### Videojuegos
- Metroid: Other M - Samus Aran
- Super Smash Bros. para Nintendo 3DS y Wii U - Samus Aran
- Dragon Quest VIII - Empyrea

### Películas
- The Flip Side - Heather
- My Hotel Year - Cathy
- Cold Stilettos - Sarah
- Me and my pussy - Ella misma
- The Gamers: Hands of Fate - The Emisarry

### Documental
- A Jazzman's Jazzman: The Gerry Carruthers Story - Annabelle Carruthers

### Cortos
- In the Pines - Girl
- For Patrick - Annie
- Revelations - The Sorceress
- How to Go on A Man Date - Patient

- Datos: Q6187352
- Multimedia: Jessica Martin / Q6187352